# Лесин ясен
Ле́син я́сен — колишня ботанічна пам'ятка природи місцевого значення в Україні, найстаріше дерево міста Луцька віком понад 200 років. Розташовувалася на вулиці Кафедральній, перед головною вежею Луцького замку. Являла собою ясен, що ріс біля будинку, в якому жила письменниця Леся Українка.

## Характеристики
Під пам'ятку природи виділялася площа 0,01 га. Перебувала у віданні міського КП «Зелене господарство». Висота дерева складала 25 м, діаметр стовбура на висоті 1,3 метра — 1,4 м, обхват 4,92 м.

## Історія

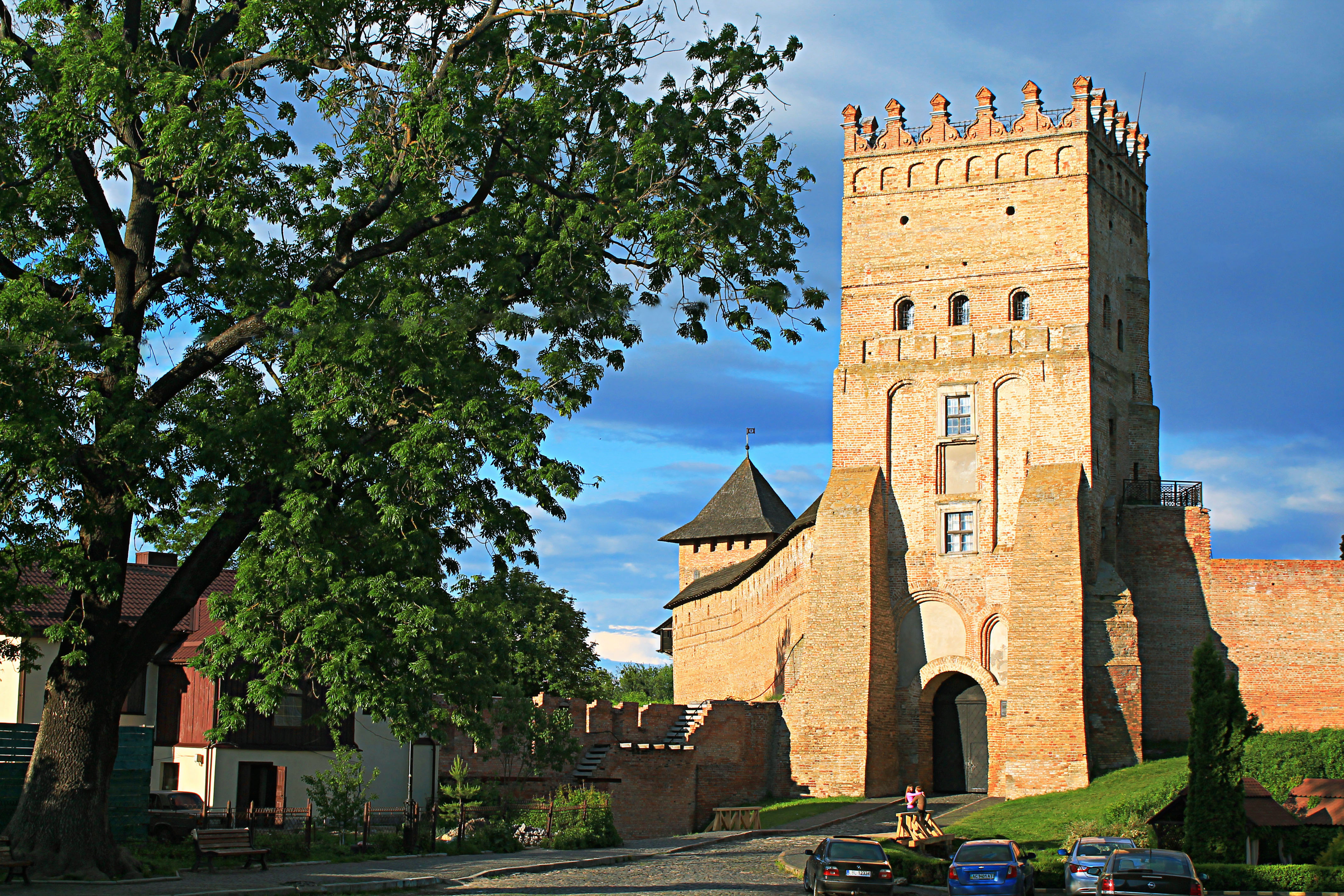
Лесин ясен (ліворуч), 2013 р.

Першим зображенням Лесиного ясена вважається малюнок невідомого автора 1860—1880-х років, який зберігається у Національному музеї в Кракові. Тодішні розміри дерева складно оцінити через порушені пропорції на зображенні. На фото перших років ХХ століття ясен уже високе дерево з розгалуженою кроною. Дерево видно на знімках під час таких подій як Австрійська окупація Луцька 1915—1916 років, перший Першотравень за приходу більшовиків 1917 року, відвідини Луцька Юзефом Пілсудським у 1921. Ясен видно на польських листівках 1920-1930-х років, та німецьких матеріалах 1941—1942.
Статус пам'ятки природи ясену було надано 1972 року з метою його збереження як найстарішого дерева в Луцьку. Вік рослини було оцінено в понад 200 років. Ясен названо на честь Лесі Українки, оскільки він ріс біля одного з будинків, де мешкала видатна українська поетеса.
Проблема втрати Лесиного ясена постала в 2013 році, коли в ньому почала збільшуватись порожнина, що загрожувало падінням дерева.
Згідно з обстеженням 2015 року, верхівка дерева всихала, сухі гілки займали 10 % крони. Одне з великих розгалужень стовбура в попередні роки зрізали через усихання. Дупла зацементували, втім, у стовбурі містилася щілина, де вода замерзала в холодну пору, руйнуючи дерево. Іншим шкідливим для дерева фактором вказувалося розташування поруч стоянки автомобілів.
У 2020 році стан ясена суттєво погіршився, дерево похилилося після одного з буревіїв. Для порятунку дерева було залучено спеціалістів з Національного університету біоресурсів. За їхнім рішенням, ясен потребував санітарної чистки сухих гілок та балансування крони, що може подовжити життя рослини ще на десятки років. Пропонувалося і зрізати ясен, аби його падіння не загрожувало людям.
Дерево було втрачено в ніч 30 червня 2020 року, коли його повалив буревій.
21 квітня 2021 року під час сесійного засідання Волинської обласної ради депутати скасували статус ботанічної пам'ятки природи місцевого значення «Лесин ясен». Деревина використовується для виготовлення меблів та музичних інструментів.
15 вересня 2022 року Волинська обласна рада своїм рішенням надала статус пам’ятки природи віковому дубу, висадженому на початку ХХ століття біля будинку, в якому у 1890-1891 роках проживала видатна українська поетеса Леся Українка.

## Лесин ясен у легендах
Поширена легенда розповідає, що під цим ясеном полюбляла відпочивати Леся Українка та навіть писала під ним свої твори.
Косачі справді мешкали в Луцьку в 1879—1882 роках, а також у жовтні 1890-го — січні 1891-го. Вони проживали в будинку колишнього єзуїтського колегіуму, в костельному будинку на сучасній вулиці Михайла Драгоманова, і за ще однією невідомою адресою. Тривалий час вважалося, що це міг бути шляхетський будинок № 21 на вулиці Кафедральній. На це, втім, натякає лише один епізод у спогадах Ольги Косач-Кривинюк про те, як Леся гралася з братом Михайлом біля річки (під якою імовірно мається на увазі рукав зниклої дотепер річки Глушець). Жоден ясен у цих спогадах не фігурує, хоча дерево, відоме пізніше як Лесин ясен, росте неподалік від усіх трьох місць проживання.
За оцінкою начальника відділу Волинського обласного управління лісового і мисливського господарства Бориса Бабеляса, насправді ясену 130—150 років. Тож у часи дитинства Лесі він був зовсім невеликим деревом, яке напевне не привертало уваги.
Лучани відмітили символічність падіння дерева: це відбулося наступного дня після смерті луцького краєзнавця Вальдемара Пясецького.